# سرنهيل ميررشيد (مقاطعة تشرام)
سرنهيل ميررشيد (بالفارسية: سرنهیل میررشید) هي قرية تقع في قسم الغتشين الريفي (مقاطعة تشرام) في إيران.